# Urządzenie cmentarne
Urządzenie cmentarne – zbiorcza nazwa obiektów mieszczących się w obrębie cmentarza. Do takich urządzeń zalicza się między innymi: groby, nagrobki, ogrójce, ambony, latarnie zmarłych, ossuaria i kostnice.